# 林中
林中（1921年1月-），中华人民共和国政治人物、外交官。
林中出生於河北省徐水。曾任曾任徐水县青年抗日救国会主任，晋察冀边区一专区抗日救国联合会主任，易县、定兴县县长（1945年11月至1949年3月）、外交部办公厅副主任（1959年2月至1962年4月）、中华人民共和国外交部部长助理(1978年4月至1982年10月)、中华人民共和国駐意大利大使（1982年10月至1985年9月）。
1971年，接替杨琪良担任中华人民共和国驻阿尔及利亚大使。1975年，由周伯萍接任。